# Panagaeinae
Panagaeinae is een onderfamilie van kevers in de familie Carabidae en bevat de volgende geslachten: 
- Agonica Sloane, 1920
- Ardistomopsis Straneo & Ball, 1989
- Bascanus Peringuey, 1896
- Brachygnathus Perty, 1830
- Calathocosmus Van Emden, 1928
- Cintaroa Kasahara, 1989
- Coptia Brulle, 1835
- Craspedophorus Hope, 1838
- Dischissus Bates, 1873
- Disphericus Waterhouse, 1841
- Dyschiridium Chaudoir, 1861
- Epigraphodes Basilewsky, 1967
- Epigraphus Chaudoir, 1869
- Eripus Dejean, 1829
- Euschizomerus Chaudoir, 1850
- Geobius Dejean, 1831
- Micrixys Leconte, 1854
- Microcosmodes Strand, 1936
- Panagaeus Latreille, 1802
- Paregraphus Basilewsky, 1967
- Pelecium Kirby, 1817
- Peronomerus Schaum, 1854
- Psecadius Alluaud, 1911
- Pseudagonica Moore, 1960
- Stricteripus Straneo & Ball, 1989
- Tefflus Leach, 1819
- Tinoderus Chaudoir, 1879
- Tinognathus Chaudoir, 1879
- Trichisia Motschulsky, 1865